# Mairie de Bordighera
La mairie de Bordighera (en italien Palazzo Comunale) est située au 22 Piazza De Amincis à Bordighera en Italie. L'édifice fait partie des biens protégés par la Surintendance pour les biens architecturaux et les paysages de la Ligurie.

## Historique
L’actuelle mairie a été construite sur dessin de Charles Garnier. Garnier cherchait un terrain pour pouvoir construire sa future villa et en 1871 il proposa à la ville de Bordighera d’acheter les locaux des anciennes écoles masculines. Il offrit une somme très importante pour l’époque, 6 000 lires, qui aurait permis de réaliser le projet que lui-même avait dessiné.
Le projet prévoyait un bâtiment classique qui s’intégrait bien avec l’architecture de l’ancien village qui se trouvait derrière. De plus les nouvelles écoles prévoyaient non seulement une section masculine, mais aussi une section féminine et une école maternelle. Pendant la réalisation des travaux ils eurent de nombreux problèmes avec l’entrepreneur. En 1878 une partie de l’édifice était finie.
Entre-temps, la population de la ville ne faisait qu’augmenter et elle décida de construire un nouveau bâtiment qui fut ouvert en 1886. C’est à ce moment-là que l’édifice devient le siège définitif de la mairie et quelques années plus tard on fera graver les armoiries de la ville : un lion rampant près d’un pin.
À l’intérieur du palais on peut admirer des nombreux tableaux des peintres qui ont séjourné en ville, entre autres : Pompeo Mariani, Giuseppe Ferdinando Piana, Giuseppe Balbo, Friederich von Kleudgen, etc.

## Les jardins

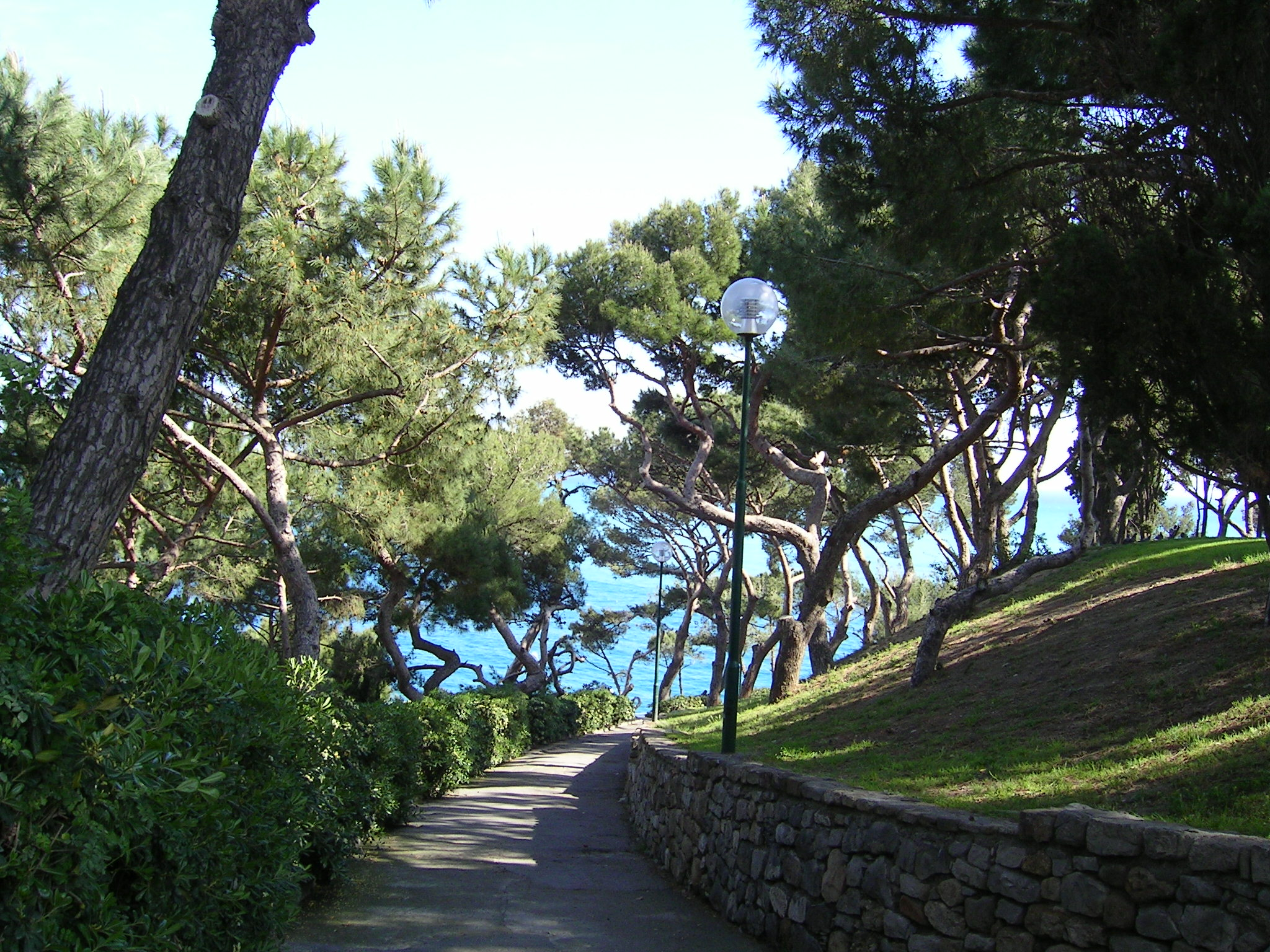
La pineta del Capo (via Stella Maris).

Aux pieds de la mairie il y a des jardins qui sont appelés jardins de la mairie (en italien giardini del palazzo comunale) ou jardins du cap (en italien i giardini del capo). Les jardins sont très riches en palmiers, oliviers, plantes exotiques et surtout des magnifiques exemplaires de Araucaria excelsa. Certains se trompent en les appelant jardins Winter puisque la ville y a posé un buste en l’honneur de Ludovic Winter.
Le 15 mai 2015 a été inauguré le Marabutto, qui est une ancienne poudrière qui se trouve dans les jardins. À côté du Marabutto ont peu admirer trois vieux canons très appréciés par les habitants qui leur ont donné les noms : Butafoegu, Tiralogni et Cacastrasse.

## Curiosités
À l’époque de choisir les armoiries de la ville il y eut un âpre débat avec la ville de Sanremo, car Bordighera, qui se faisait déjà appeler la Reine des Palmiers (la Regina delle Palme) voulait le lion et le palmier, mais Sanremo déposa le dessin avant elle.